# Laura Bailey
Laura Bailey (Mississippi, 28 mei 1981) is een Amerikaanse stemactrice. Ze is onder andere bekend als de stem van Abby in The Last of Us Part II. Ook is ze onderdeel van de vaste cast van Critical Role.

## Biografie
Bailey is geboren in Mississippi op 28 mei 1981. Ze is getrouwd met Travis Willingham, ze hebben samen een zoon genaamd Ronin.

## Filmografie

### Anime
| serie                                 | jaar      | rol                                                          |
| ------------------------------------- | --------- | ------------------------------------------------------------ |
| Dragon Ball Z                         | 1999-2003 | Kid Trunks, Gotenks (samen met Kara Edwards), Dende, anderen |
| Blue Gender                           | 2001-2002 | Marlene Angel                                                |
| Yu Yu Hakusho                         | 2002-2006 | Keiko Yukimura                                               |
| Fruits Basket                         | 2002-2003 | Tohru Honda                                                  |
| Kiddy Grade                           | 2004      | Alv                                                          |
| Detective Conan                       | 2004-2010 | Serena Sebastian                                             |
| Fullmetal Alchemist                   | 2004-2006 | Lust                                                         |
| Spiral: The Bonds of Reasoning        | 2005      | Ryoko Takamachi                                              |
| Gunslinger Girl                       | 2005      | Henrietta                                                    |
| The Galaxy Railways                   | 2005-2006 | Layla                                                        |
| Kodocha                               | 2005-2007 | Sana Karata                                                  |
| Diamond Daydreams                     | 2006      | Hanna Jarvinen                                               |
| Tactics                               | 2006-2007 | Rosalie                                                      |
| Negima!?                              | 2006-2007 | Evangeline A.K. McDowell, Ayaka Yukihiro                     |
| Basilisk                              | 2006-2007 | Oboro                                                        |
| Tsukuyomi: Moon Phase                 | 2006-2007 | Hiromi Anzai                                                 |
| Rumbling Hearts                       | 2006-2007 | Line Producer                                                |
| SoltyRei                              | 2007      | Sylvia Ban                                                   |
| Tsubasa Chronicle                     | 2007-2009 | Xing Huo, Primera                                            |
| Suzuka                                | 2007-2008 | Suzune Asahina                                               |
| Beck: Mongolian Chop Squad            | 2007      | Hiromi Masuoka                                               |
| Glass Fleet                           | 2007-2008 | Michel Volban de Cabelle / Racine Blanche Volban             |
| One Piece                             | 2007-2008 | Conis, anderen                                               |
| School Rumble                         | 2008      | Tsumugi Yuuki                                                |
| Genesis of Aquarion                   | 2008      | Tsugumi Rosenmeier                                           |
| Naruto                                | 2008-2009 | Anko Mitarashi, Toki, anderen                                |
| Claymore                              | 2008      | Jean                                                         |
| Shin-Chan                             | 2008-2011 | Shinnosuke Nohara                                            |
| Code Geass                            | 2008-2009 | Nagisa Chiba, Rakshata Chawla                                |
| Hellsing Ultimate                     | 2008-2014 | Schrödinger                                                  |
| Ouran High School Host Club           | 2008      | Kanako Kasugazaki                                            |
| Darker than Black: Kuro no Keiyakusha | 2008-2009 | Amber                                                        |
| Kurokami: The Animation               | 2009-2010 | Kuro                                                         |
| Bleach                                | 2009-2014 | Tier Halibel, Mashiro Kuna, anderen                          |
| Gunslinger Girl -Il Teatrino-         | 2009      | Henrietta                                                    |
| Monster                               | 2009      | Dieter                                                       |
| Vampire knight                        | 2010      | Maria Kurenai                                                |
| Soul Eater                            | 2010      | Maka Albarn                                                  |
| Fullmetal Alchemist: Brotherhood      | 2010-2011 | Lust                                                         |
| Kekkaishi                             | 2010-2011 | Tokine Yukimura                                              |
| K-On!                                 | 2011-2012 | Nodoka Manabe                                                |
| Marvel Anime: Iron Man                | 2011      | Dr. Chika Tanaka, Children, Aki                              |
| Naruto Shippuden                      | 2011-2017 | Kushina Uzumaki, Kurotsuchi, Anko Mitarashi, anderen         |
| Marvel Anime: X-Men                   | 2011      | Mrs. Ichiki, Kyoko, anderen                                  |
| Street Fighter X Tekken Vita          | 2012      | Chun-Li                                                      |
| Marvel Anime: Blade                   | 2012      | Prostitute, Police Woman                                     |
| Persona 4: The Animation              | 2012      | Rise Kujikawa                                                |
| Tiger & Bunny                         | 2012-2013 | Pao-Lin Huang / Dragon Kid                                   |
| Digimon Fusion                        | 2013-2015 | Lilymon, Beastmon, Shakomon, Mermaimon, anderen              |
| Soul Eater Not!                       | 2015      | Maka Albarn                                                  |
| Glitter Force                         | 2015-2016 | Emily / Glitter Lucky                                        |
| Sengoku Basara: End of Judgement      | 2016      | Oichi                                                        |
| Dragon Ball Z Kai                     | 2017      | Kid Trunks                                                   |
| Fruits Basket                         | 2019-2021 | Tohru Honda                                                  |
| Ingress: The Animation                | 2019      | ADA, Narrator                                                |
| Marvel Future Avengers                | 2020      | Black Widow, Morgan le Fay, Asp                              |

### Animatieseries
| serie                                      | jaar       | rol                                                                                  | opmerkingen    |
| ------------------------------------------ | ---------- | ------------------------------------------------------------------------------------ | -------------- |
| The Super Hero Squad Show                  | 2011       | Firestar                                                                             | 2 afleveringen |
| Winx Club                                  | 2011-2013  | Tressa, Serena                                                                       |                |
| Lego Marvel Super Heroes: Maximum Overload | 2013       | Natasha Romanoff / Black Widow                                                       |                |
| Avengers Assemble                          | 2013-2019  | Black Widow, Gamora, Darkstar, anderen                                               |                |
| Ultimate Spider-Man                        | 2014-2015  | Black Widow                                                                          | 2 afleveringen |
| Regular Show                               | 2014-2015  | Sheena Albright, Natalia, anderen                                                    | 3 afleveringen |
| Batman Unlimited                           | 2015       | Cheetah                                                                              | 1 aflevering   |
| RWBY                                       | 2016       | Amber                                                                                | 1 aflevering   |
| The Powerpuff Girls                        | 2016       | Princess Bluebelle                                                                   | 1 aflevering   |
| Future-Worm!                               | 2016-2018  | Shark Tooth Roth, anderen                                                            |                |
| Rick and Morty                             | 2017       | Eli's Girlfriend                                                                     | 1 aflevering   |
| Be Cool, Scooby-Doo!                       | 2017       | Stephanie                                                                            | 1 aflevering   |
| Spider-Man                                 | 2017-2020  | Gwen Stacy / Ghost-Spider, Black Widow, Crimson Dynamo, anderen                      |                |
| Constantine: City of Demons                | 2018       | Nightmare Nurse                                                                      |                |
| DuckTales                                  | 2019-2020  | Palus, Mail Lady, Launchpad's Girlfriends, Capsule, Safety Inspector, Springbreakers | 7 afleveringen |
| Ben 10                                     | 2019       | Cornflower McJoy, Jenny, Debby, Reenactor #5                                         | 2 afleveringen |
| Guardians of the Galaxy                    | 2019       | Posh Woman, Lead Squirrel, Additional Animals                                        | 1 aflevering   |
| Family Guy                                 | 2021       | Judge, Dutch Daughter                                                                | 1 aflevering   |
| American Dad!                              | 2021       | Jennifer, Female Flower Thief, Piper                                                 | 2 afleveringen |
| The Legend of Vox Machina                  | 2023-heden | Vex'ahlia                                                                            |                |

### Films
| film                                                         | jaar | rol                                                         |
| ------------------------------------------------------------ | ---- | ----------------------------------------------------------- |
| Dragon Ball Z: The Return of Cooler                          | 2002 | Dende                                                       |
| Blue Gender: The Warrior                                     | 2004 | Marlene Angel                                               |
| Lupin III: Farewell to Nostradamus                           | 2005 | Julia                                                       |
| Dragon Ball Z: Broly – Second Coming                         | 2005 | Trunks                                                      |
| Detective Conan: The Time Bombed Skyscraper                  | 2006 | Serena Sebastian                                            |
| A Four Course Meal                                           | 2006 | Clara, Lisa, Mary                                           |
| Origin: Spirits of the Past                                  | 2006 | Minka                                                       |
| Dragon Ball Z: Fusion Reborn                                 | 2006 | Trunks, Gotenks                                             |
| Dragon Ball Z: Wrath of the Dragon                           | 2006 | Trunks, Gotenks                                             |
| Detective Conan: The Fourteenth Target                       | 2007 | Serena Sebastian                                            |
| Resident Evil: Degeneration                                  | 2008 | Angela Miller                                               |
| Detective Conan: The Last Wizard of The Century              | 2009 | Serena Sebastian                                            |
| Detective Conan: Captured in Her Eyes                        | 2009 | Serena Sebastian                                            |
| Space Chimps 2: Zartog Strikes Back                          | 2010 | Kilowatt, Computer, Girl Reporter, Instar Receptionist      |
| Detective Conan: Countdown to Heaven                         | 2010 | Serena Sebastian                                            |
| Detective Conan: The Phantom of Baker Street                 | 2010 | Serena Sebastian                                            |
| Tsubasa: Tokyo Revelations                                   | 2011 | Xing Huo                                                    |
| Mass Effect: Paragon Lost                                    | 2012 | Kamille                                                     |
| The Swan Princess: Christmas                                 | 2012 | Odette                                                      |
| Sengoku Basara: The Last Party                               | 2012 | Oichi                                                       |
| Monster High: Friday Night Frights                           | 2013 | Lagoona Blue                                                |
| K-On: The Movie                                              | 2013 | Nodoka Manabe                                               |
| LEGO Batman: The Movie - DC Super Heroes Unite               | 2013 | Poison Ivy, Wonder Woman, Harley Quinn                      |
| Monster High: 13 Wishes                                      | 2013 | Headmistress Bloodgood, Lagoona Blue                        |
| Dragon Ball Z: Battle of Gods                                | 2014 | Kid Trunks, Gotenks (samen met Kara Edwards)                |
| JLA Adventure: Trapped in Time                               | 2014 | Dawnstar                                                    |
| The Swan Princess: A Royal Family Tale                       | 2014 | Odette                                                      |
| Lego Marvel Super Heroes: Avengers Reassembled               | 2015 | Black Widow                                                 |
| Tiger & Bunny: The Rising                                    | 2015 | Pao-Lin Huang / Dragon Kid                                  |
| Batman Unlimited: Animal Instincts                           | 2015 | Cheetah, Newscaster                                         |
| Monster High: Boo York, Boo York                             | 2015 | Elle Eedee, Headless Headmistress Bloodgood                 |
| Only Yesterday                                               | 2016 | Nanako Okajima                                              |
| Justice League vs. Teen Titans                               | 2016 | Angela Chen                                                 |
| The Swan Princess: Princess Tomorrow, Pirate Today           | 2016 | Odette                                                      |
| Hulk: Where Monsters Dwell                                   | 2016 | Ana, Kid Dressed as Vampire, Kid Dressed as Football Player |
| The Swan Princess: Royally Undercover                        | 2017 | Odette                                                      |
| Lego Marvel Super Heroes - Black Panther: Trouble in Wakanda | 2018 | Black Widow, Reporter                                       |
| Lego Marvel Spider-Man: Vexed by Venom                       | 2019 | Gwen Stacy / Ghost-Spider                                   |
| My Little Pony: A New Generation                             | 2021 | Pipsqueak #1, Earth Pony Kid                                |
| Injustice                                                    | 2021 | Lois Lane, Rama Kushna                                      |
| Power On: The Story of Xbox                                  | 2021 | Narrator                                                    |
| Fruits Basket: Prelude                                       | 2022 | Tohru Honda                                                 |
| Batman and Superman: Battle of the Super Sons                | 2022 | Lois Lane                                                   |
| Lego Marvel Avengers: Code Red                               | 2023 | Natasha Romanoff / Black Widow, Little Girl, Sister         |
| Justice League × RWBY: Super Heroes & Huntsmen               | 2023 | Wonder Woman                                                |

### Liveaction
| serie/film                 | jaar | rol         | opmerkingen  |
| -------------------------- | ---- | ----------- | ------------ |
| Four Sheets to the Wind    | 2007 | Francie     |              |
| Ruffian                    | 2007 | Cassie      |              |
| Adventures in Voice Acting | 2008 | zichzelf    | documentaire |
| To Have and to Hold        | 2015 | Jane Pierce |              |
| The Last of Us             | 2023 | Nurse       | 1 aflevering |

### Videogames
| game                                                    | jaar | rol                                                                             |
| ------------------------------------------------------- | ---- | ------------------------------------------------------------------------------- |
| BloodRayne                                              | 2002 | Rayne                                                                           |
| Deus Ex: Invisible War                                  | 2003 | Female Alex Denton                                                              |
| RoadKill                                                | 2003 | Love Talk No. 1                                                                 |
| Dragon Ball Z: Budokai 2                                | 2003 | Kid Trunks, Gotenks                                                             |
| BloodRayne 2                                            | 2004 | Rayne                                                                           |
| Dragon Ball Z: Supersonic Warriors                      | 2004 | Gotenks                                                                         |
| Dragon Ball Z: Budokai 3                                | 2004 | Kid Trunks, Gotenks                                                             |
| Spikeout: Battle Street                                 | 2005 | Min Hua                                                                         |
| Æon Flux                                                | 2005 | Una, Hostesses                                                                  |
| Dragon Ball Z: Sagas                                    | 2005 | Dende                                                                           |
| Dragon Ball Z: Budokai Tenkaichi                        | 2005 | Kid Trunks, Gotenks                                                             |
| Dragon Ball Z: Supersonic Warriors 2                    | 2005 | Kid Trunks, Gotenks                                                             |
| Dragon Ball Z: Shin Budokai                             | 2006 | Gotenks                                                                         |
| Dragon Ball Z: Sparking! NEO                            | 2006 | Kid Trunks, Dende, Gotenks                                                      |
| Dragon Ball Z: Shin Budokai - Another Road              | 2007 | Kid Trunks, Gotenks, Dande                                                      |
| Dragon Ball Z: Harukanaru Densetsu                      | 2007 | Kid Trunks, Gotenks, Dande                                                      |
| Dragon Ball Z: Budokai Tenkaichi 3                      | 2007 | Kid Trunks, Kid Chi-Chi, Kid Dende                                              |
| Klonoa                                                  | 2008 | Hewpoe                                                                          |
| World of Warcraft: Wrath of the Lich King               | 2008 | Jaina Proudmoore, anderen                                                       |
| Disgaea 3: Absence of Justice                           | 2008 | Raspberyl                                                                       |
| Tales of Vesperia                                       | 2008 | Gauche                                                                          |
| Infinite Undiscovery                                    | 2008 | Dominica, Svala, Faina, Leif                                                    |
| Tales of Symphonia: Dawn of the New World               | 2008 | Marta Lualdi                                                                    |
| Iron Chef America: Supreme Cuisine                      | 2008 | Ling Xiu, Reina Vega                                                            |
| Valkyria Chronicles                                     | 2008 | Isara Gunther                                                                   |
| Persona 4                                               | 2008 | Rise Kujikawa                                                                   |
| Dragon Ball: Origins                                    | 2008 | Chi-Chi, Ranfan                                                                 |
| Dragon Ball Z: Infinite World                           | 2008 | Kid Trunks, Gotenks, Kid Dende                                                  |
| Ar tonelico II: Melody of Metafalica                    | 2009 | Luca Trulyworth                                                                 |
| Star Ocean: The Last Hope                               | 2009 | Reimi Saionji, Welch Vineyard                                                   |
| Street Fighter IV                                       | 2009 | Chun-Li                                                                         |
| Ghostbusters: The Video Game                            | 2009 | Spider Queen, anderen                                                           |
| Dissidia: Final Fantasy                                 | 2009 | Cloud of Darkness                                                               |
| MagnaCarta 2                                            | 2009 | Claire                                                                          |
| League of Legends                                       | 2009 | Akali                                                                           |
| Kamen Rider: Dragon Knight                              | 2009 | Siren                                                                           |
| Resident Evil: The Darkside Chronicles                  | 2009 | Sherry Birkin                                                                   |
| Silent Hill: Shattered Memories                         | 2009 | Dahlia Mason                                                                    |
| Final Fantasy Crystal Chronicles: The Crystal Bearers   | 2009 | Belle                                                                           |
| Dragon Ball: Raging Blast                               | 2009 | Kid Trunks, Gotenks                                                             |
| Dragon Ball: Revenge of King Piccolo                    | 2009 | Suno                                                                            |
| Final Fantasy XIII                                      | 2010 | Serah Farron                                                                    |
| Command & Conquer 4: Tiberian Twilight                  | 2010 | E.V.A.                                                                          |
| Sakura Wars: So Long, My Love                           | 2010 | Gemini Sunshine                                                                 |
| Nier                                                    | 2010 | Kainé                                                                           |
| Super Street Fighter IV                                 | 2010 | Chun-Li                                                                         |
| Persona 3 Portable                                      | 2010 | Female Protagonist                                                              |
| BlazBlue: Continuum Shift                               | 2010 | Platinum                                                                        |
| Valkyria Chronicles II                                  | 2010 | Isara Gunther                                                                   |
| Quantum Theory                                          | 2010 | Lainie, Elev                                                                    |
| Sengoku Basara: Samurai Heroes                          | 2010 | Oichi                                                                           |
| Arcania: Gothic 4                                       | 2010 | US Cast                                                                         |
| Naruto Shippuden: Ultimate Ninja Storm 2                | 2010 | Anko Mitarashi, Ayame                                                           |
| Fallout: New Vegas                                      | 2010 | Christine Royce, Starlet, Julie Farkas, Doctor Usanagi, Vera Keyes, Carrie Boyd |
| Sonic Colours (Nintendo DS versie)                      | 2010 | Blaze the Cat                                                                   |
| Shira Oka: Second Chances                               | 2010 | Naoko Ogawa, Suzu Inoue                                                         |
| Tron: Evolution                                         | 2010 | The Grid                                                                        |
| Dragon Ball: Raging Blast 2                             | 2010 | Kid Trunks, Gotenks                                                             |
| Dragon Ball Z: Tenkaichi Tag Team                       | 2010 | Kid Trunks, Gotenks                                                             |
| Marvel vs. CapCom 3: Fate of Two Worlds                 | 2011 | Chun-Li                                                                         |
| Knights Contract                                        | 2011 | Gretchen                                                                        |
| Dissidia 012: Final Fantasy                             | 2011 | Cloud of Darkness                                                               |
| The Sims Medieval                                       | 2011 | Sim                                                                             |
| Hunted: The Demon's Forge                               | 2011 | E'lara                                                                          |
| Dungeon Siege III                                       | 2011 | Various                                                                         |
| Catherine                                               | 2011 | Catherine                                                                       |
| Resistance 3                                            | 2011 | Jean Rose, Prisoners                                                            |
| Knights Contract                                        | 2011 | Gretchen                                                                        |
| Might & Magic Heroes VI                                 | 2011 | Valeska                                                                         |
| Cabela's Survival: Shadows of Katmai                    | 2011 | Dr. Karen West                                                                  |
| Sonic Generations                                       | 2011 | Blaze the Cat, Omochao                                                          |
| The Lord of the Rings: War in the North                 | 2011 | Andriel                                                                         |
| Saints Row: The Third                                   | 2011 | The Boss (Female Voice 1)                                                       |
| Star Wars: The Old Republic                             | 2011 | Kira Carsen                                                                     |
| Dragon Ball Z: Ultimate Tenkaichi                       | 2011 | Kid Trunks, Gotenks                                                             |
| Final Fantasy XIII-2                                    | 2012 | Serah Farron                                                                    |
| NeverDead                                               | 2012 | Nikki Summerfield                                                               |
| Soulcalibur V                                           | 2012 | Pyrrha                                                                          |
| Kingdoms of Amalur: Reckoning                           | 2012 | Gwyn Anwy                                                                       |
| Binary Domain                                           | 2012 | Faye Lee                                                                        |
| MIB: Alien Crisis                                       | 2012 | Catyana Ibrovsky, Isabel Ramirez, Nethera                                       |
| LEGO Batman 2: DC Super Heroes                          | 2012 | Harley Quinn, Wonder Woman, Poison Ivy                                          |
| Street Fighter X Tekken                                 | 2012 | Chun-Li                                                                         |
| Tales of Graces f                                       | 2012 | Cheria Barnes                                                                   |
| Armored Core V                                          | 2012 | Carol Dorry, AC Pilot                                                           |
| Naruto Shippuden: Ultimate Ninja Storm Generations      | 2012 | Anko Mitarashi, Kurotsuchi                                                      |
| Kinect Star Wars                                        | 2012 | NPCFemPadawan, pad4, padFem                                                     |
| Men in Black: Alien Crisis                              | 2012 | Catyana Ibrovsky / Agent C, Isabel Ramirez, Nethera                             |
| The Elder Scrolls V: Skyrim - Dawnguard                 | 2012 | Serana                                                                          |
| World of Warcraft: Mists of Pandaria                    | 2012 | Jaina Proudmoore                                                                |
| Resident Evil 6                                         | 2012 | Helena Harper                                                                   |
| Wipeout 3                                               | 2012 | Kate KZ, Trice                                                                  |
| Marvel Avengers: Battle for Earth                       | 2012 | Black Widow, Abigail Brand, Jean Grey                                           |
| Halo 4                                                  | 2012 | Rivera                                                                          |
| Persona 4 Golden                                        | 2012 | Rise Kujikawa                                                                   |
| Mass Effect 3                                           | 2012 | Ensign Rodriguez, Dr. Eva Coré, Oriana Lawson, Lt. Kurin                        |
| Dragon Ball Z for Kinect                                | 2012 | Gotenks                                                                         |
| Fire Emblem Awakening                                   | 2013 | Lucina                                                                          |
| Naruto Shippuden: Ultimate Ninja Storm 3                | 2013 | Kushina Uzumaki, Kurotsuchi                                                     |
| Gears of War: Judgment                                  | 2013 | Alex Brand                                                                      |
| BioShock Infinite                                       | 2013 | Lady Comstock                                                                   |
| Lost Echo                                               | 2013 | Hera                                                                            |
| The Last of Us                                          | 2013 | News Reporter, Nurse, various                                                   |
| Saints Row IV                                           | 2013 | The President (Female Voice 1)                                                  |
| Lost Planet 3                                           | 2013 | Mira                                                                            |
| The Wonderful 101                                       | 2013 | Alice MacGregor                                                                 |
| Rune Factory 4                                          | 2013 | Dolce                                                                           |
| Wipeout: Create & Crash                                 | 2013 | Kate KZ, Steven Swashbuckle, Annie the Conqueror, Deep-Sea Danny                |
| LEGO Marvel Super Heroes                                | 2013 | Black Widow, Jean Grey, Mystique                                                |
| Batman: Arkham Origins                                  | 2013 | Voiceover Talent                                                                |
| Knack                                                   | 2013 | Charlotte                                                                       |
| Dragon Ball Z: Battle of Z                              | 2014 | Gotenks, Kid Trunks                                                             |
| Lightning Returns: Final Fantasy XIII                   | 2014 | Serah Farron                                                                    |
| Captain America: The Winter Soldier - The Official Game | 2014 | Black Widow                                                                     |
| Infamous: Second Son                                    | 2014 | Abigail "Fetch" Walker                                                          |
| WildStar                                                | 2014 | Belle Walker, Marauder, Luminai Female, Mordesh Female                          |
| Skylanders: Trap Team                                   | 2014 |                                                                                 |
| The Wolf Among Us                                       | 2014 | Rachel, Aunty Greenleaf                                                         |
| Diablo III: Reaper of Souls                             | 2014 | Demon Hunter (Female)                                                           |
| Infamous First Light                                    | 2014 | Abigail "Fetch" Walker                                                          |
| Spider-Man Unlimited                                    | 2014 | Spider-Woman                                                                    |
| Naruto Shippuden: Ultimate Ninja Storm Revolution       | 2014 | Kushina Uzumaki, Kurotsuchi, Anko Mitarashi                                     |
| Disney Infinity: Marvel Super Heroes                    | 2014 | Black Widow, Sif                                                                |
| Middle-earth: Shadow of Mordor                          | 2014 | Ioreth                                                                          |
| LEGO Batman 3: Beyond Gotham                            | 2014 | Wonder Woman, Catwoman                                                          |
| World of Warcraft: Warlords of Draenor                  | 2014 | Voice Over Cast                                                                 |
| Dragon Age: Inquisition                                 | 2014 | Bianca Davri, Dagna                                                             |
| Sunset Overdrive                                        | 2014 | Wendy Tarth, Calista                                                            |
| Tales from the Borderlands                              | 2014 | Fiona                                                                           |
| Super Smash Bros. voor 3DS en Wii U                     | 2014 | Lucina                                                                          |
| Game of Thrones: A Telltale Games Series                | 2014 | Gwyn Whitehill                                                                  |
| Code Name: S.T.E.A.M.                                   | 2015 | Lucina                                                                          |
| Saints Row: Gat out of Hell                             | 2015 | President                                                                       |
| Infinite Crisis                                         | 2015 | Mecha Wonder Woman                                                              |
| Heroes of the Storm                                     | 2015 | Jaina Proudmoore, Valla                                                         |
| Batman: Arkham Knight                                   | 2015 | Voiceover and Mocap Talent                                                      |
| Disney Infinity 3.0                                     | 2015 | Voice Talent                                                                    |
| Mad Max                                                 | 2015 | Talent                                                                          |
| Metal Gear Solid V: The Phantom Pain                    | 2015 | Soldiers, Extras                                                                |
| LEGO Dimensions                                         | 2015 | Wonder Woman, Dorothy Gale, Omochao                                             |
| Halo 5: Guardians                                       | 2015 | Olympia Vale                                                                    |
| Dragon Ball: Xenoverse                                  | 2015 | Kid Trunks                                                                      |
| Naruto Shippuden: Ultimate Ninja Storm 4                | 2016 | Kushina Uzumaki, Kurotsuchi, Sarada Uchiha                                      |
| Street Fighter V                                        | 2016 | Chun-Li                                                                         |
| Uncharted 4: A Thief's End                              | 2016 | Nadine Ross                                                                     |
| Batman: The Telltale Series                             | 2016 | Selina Kyle / Catwoman                                                          |
| Gears of War 4                                          | 2016 | Kait Diaz                                                                       |
| Dragon Ball: Xenoverse 2                                | 2016 | Kid Trunks                                                                      |
| Injustice 2                                             | 2017 | Supergirl                                                                       |
| Farpoint                                                | 2017 | Eva Tyson                                                                       |
| Uncharted: The Lost Legacy                              | 2017 | Nadine Ross                                                                     |
| Marvel vs. Capcom: Infinite                             | 2017 | Black Widow                                                                     |
| Middle-earth: Shadow of War                             | 2017 | Eltariel                                                                        |
| Batman: The Enemy Within                                | 2017 | Selina Kyle / Catwoman                                                          |
| Dissidia Final Fantasy NT                               | 2018 | Cloud of Darkness                                                               |
| Pillars of Eternity II: Deadfire                        | 2018 | Xoti, Vex'alia                                                                  |
| World of Warcraft: Battle for Azeroth                   | 2018 | Jaina Proudmoore                                                                |
| Spider-Man                                              | 2018 | Mary Jane Watson                                                                |
| World of Final Fantasy Maxima                           | 2018 | Serah Farron                                                                    |
| Super Smash Bros. Ultimate                              | 2018 | Lucina                                                                          |
| Days Gone                                               | 2019 | Lisa Jackson                                                                    |
| Marvel Ultimate Alliance 3: The Black Order             | 2019 | Black Widow, Danger Room Computer                                               |
| Catherine: Full Body                                    | 2019 | Catherine                                                                       |
| Gears 5                                                 | 2019 | Kait Diaz                                                                       |
| Teppen                                                  | 2019 | Oichi, Sengoku Machine Armor                                                    |
| Dota 2                                                  | 2020 | Wei                                                                             |
| The Last of Us Part II                                  | 2020 | Abby                                                                            |
| Marvel's Avengers                                       | 2020 | Black Widow                                                                     |
| World of Warcraft: Shadowlands                          | 2020 | Jaina Proudmore                                                                 |
| The Pathless                                            | 2020 | Hunter                                                                          |
| Jurassic World Aftermath                                | 2020 | Dr. Amelia "Mia" Everett                                                        |
| Nier: Replicant ver.1.22474487139...                    | 2021 | Kainé                                                                           |
| BloodRayne Betrayal: Fresh Bites                        | 2021 | Rayne                                                                           |
| Call of Duty: Vanguard                                  | 2021 | Lt. Polina Petrova                                                              |
| Ruined King: A League of Legends Story                  | 2021 | Miss Fortune                                                                    |
| New Tales from the Borderlands                          | 2022 | Fiona                                                                           |
| World of Warcraft: Dragonflight                         | 2022 | Jaina Proudmore                                                                 |
| Marvel's Midnight Suns                                  | 2022 | Magik                                                                           |
| Stray Gods: The Roleplaying Musical                     | 2023 | Grace                                                                           |
| Spider-Man 2                                            | 2023 | Mary Jane Watson                                                                |
| Lego Marvel Avengers: Code Red                          | 2023 | Black Widow, Little Girl, Sister                                                |

### Webseries
| serie                             | jaar       | rol                                                                           |
| --------------------------------- | ---------- | ----------------------------------------------------------------------------- |
| Critical Role                     | 2015-heden | Vex'ahlia (campaign 1) Jester Lavorre (campaign 2) Imogen Temult (campaign 3) |
| Titansgrave: The Ashes of Valkana | 2015       | Lemley                                                                        |
| Escape the Night (seizoen 2)      | 2017       | Narrator                                                                      |
| Candela Obscura                   | 2023       | Arlo Black                                                                    |

## Prijzen en nominaties

### BAFTA Awards
| jaar | categorie                      | videogame                  | resultaat   |
| ---- | ------------------------------ | -------------------------- | ----------- |
| 2018 | Best Performer                 | Uncharted: The Lost Legacy | Genomineerd |
| 2020 | Performer in a Leading Role    | Gears 5                    | Genomineerd |
| 2021 | Performer in a Leading Role    | The Last of Us Part II     | Gewonnen    |
| 2022 | Performer in a Supporting Role | Call of Duty: Vanguard     | Genomineerd |

### The Game Awards
| jaar | categorie        | videogame              | resultaat   |
| ---- | ---------------- | ---------------------- | ----------- |
| 2019 | Best Performance | Gears 5                | Genomineerd |
| 2020 | Best Performance | The Last of Us Part II | Gewonnen    |

### Hollywood Music in Media Awards
| jaar | categorie                       | videogame                             | resultaat   |
| ---- | ------------------------------- | ------------------------------------- | ----------- |
| 2018 | Best Original Song - Video Game | World of Warcraft: Battle for Azeroth | Genomineerd |

- Bibliothèque nationale de France: cb14554238t (data)
- Gemeinsame Normdatei: 102362513X
- International Standard Name Identifier: 0000 0001 1490 5108
- Library of Congress Control Number: no2009043448
- MusicBrainz: e73f2503-6634-4ba4-963b-b6e2c5a3dfcc
- Système universitaire de documentation: 243362609
- Virtual International Authority File: 39617543
- WorldCat: E39PBJcGpYVKvbkP4VYkfykbh3